# Akissi Kouamé
Pour les articles homonymes, voir Kouamé.
Akissi Kouamé épouse Lebahy, née le 1er janvier 1955, à Singrobo (Tiassalé, Côte d'Ivoire, AOF)et Morte le 29 septembre 2022 à Abidjan est la une femme  médecin militaire de l’Armée  ivoirienne; première femme générale de l'armée, parachutiste, médecin gynécologue-obstétricienne de Côte d'Ivoire,.

## Formation
Kouamé Akissi commence l'école primaire à Singrobo, puis poursuit ses études à Agnibilékrou dans une congrégation religieuse. Après son entrée en 6e, elle est orientée au lycée Sainte-Marie, puis choisit la faculté de médecine pour ses études universitaires.
Le 10 janvier 1981, alors qu'elle est étudiante en cinquième année de médecine à l'université d’Abidjan, elle rejoint l'armée. De juillet à septembre 1981, elle suit la formation commune de base (FCB) à l'École des forces armées de Côte d'Ivoire à Bouaké. Elle soutient sa thèse de doctorat le 23 juin 1983 et obtient son diplôme CES en Santé Publique.
Elle poursuit sa formation en gestion de ressources de santé à Bruxelles, sur la prise en charge du VIH/sida à Tunis et un CES en gynécologie et obstétrique à Brest.

### Parcours militaire
De juin à juillet 1983, elle retourne à l'École des forces armées de Côte d'Ivoire pour y suivre la formation aux cours d’officiers. À la suite de cette formation, elle reçoit les épaulettes de médecin lieutenant.
En août 1983, elle devint la première dans l'Armée de Côte d'Ivoire à obtenir le brevet de parachutiste, à la compagnie des para-commandos du 1er bataillon d'Akouédo.
Elle est la première femme de Côte d'Ivoire à obtenir le grade de général de brigade le 6 août 2012.

### Engagement

#### Engagement social
Kouamé Akissi est présidente de la Mutuelle de Développement de Singrobo (Tiassale).
Elle est présidente aussi de la Fondation qui porte son nom: General Akissi.

#### Pour les femmes
Kouamé Akissi fonde le Réseau des Femmes Leaders de Côte d’Ivoire pour l'accès des femmes à toutes les professions et aux plus hauts postes.
Elle est aussi présidente de l'Association des Femmes Cadres Supérieurs de la Santé (AFICSS).

## Distinctions
- 3 août 2012 : Chevalier de l'Ordre national
- 8 mars 2012 : Chevalier de l'Ordre du Mérite Ivoirien
- 1995 : Médaille militaire
- 1995 : Lettre de Félicitation sur la manière de servir par le CEMA[8]